# Paradisaeinae
Paradisaeinae Vigors, 1825 è una sottofamiglia di uccelli passeriformi, facente parte della famiglia Paradisaeidae.

## Descrizione
Gli appartenenti alla sottofamiglia possiedono forme e dimensioni differenti: si va dai 15 cm per 50 g di peso della paradisea reale, una delle specie più piccole della famiglia, al metro e oltre (anche in virtù delle lunghissime penne caudali) di specie come paradisea becco a falce maggiore, paradisea maggiore ed astrapia festonata. Alcune specie presentano becco lungo, sottile e ricurvo (paradisee dal becco a falce, falcibecchi, uccelli fucile), altre becco più corto: in quasi tutte le specie sono presenti penne allungate e modificate su coda, fianchi o testa. Il dimorfismo sessuale è molto netto nella stragrande maggioranza delle specie, coi maschi più grossi e colorati rispetto alle femmine, unici possessori inoltre di penne modificate: fanno eccezione le due specie di paradigalla, che presentano sessi simili.

## Distribuzione e habitat
Tutte le specie della sottofamiglia sono endemiche della Nuova Guinea o delle isole immediatamente vicine: la paradisea di Wallace si trova alle Molucche, mentre due specie di uccello fucile si trovano in Australia nord-orientale ed una (l'uccello fucile magnifico) si trova sia in Australia che in Nuova Guinea.
I Paradisaeinae sono abitatori della foresta pluviale: la maggior parte delle specie predilige la foresta montana e la foresta nebulosa, tuttavia non mancano specie (come le paradisee propriamente dette) specializzate nella vita nelle foreste di pianura.

## Biologia
Tutte le specie di questa sottofamiglia hanno abitudini solitarie e diurne e sono abitatrici della canopia, dove passano la maggior parte del tempo alla ricerca di cibo, costituito da frutta e piccoli animali in proporzioni variabili a seconda della specie presa in considerazione.
Le specie di questa sottofamiglia sono poligine ed i maschi, durante la stagione riproduttiva, competono in arene appositamente create esibendo parate nuziali anche particolarmente elaborate e spettacolari al fine di conquistare il maggior numero di femmine. I maschi non partecipano in nessun modo alle cure parentali o alla costruzione del nido, che sono appannaggio esclusivo delle femmine.

## Tassonomia
Alla sottofamiglia vengono ascritte 35 specie, raggruppate in 13 generi:
- Sottofamiglia Paradisaeinae
  - genere Paradigalla Lesson, 1835
    - Paradigalla carunculata Lesson, 1835 - paradigalla maggiore
    - Paradigalla brevicauda Rothschild & Hartert, 1911 - paradigalla minore

  - genere Astrapia Vieillot, 1816
    - Astrapia nigra (J.F.Gmelin, 1788) - gazza del paradiso
    - Astrapia splendidissima Rothschild, 1895 - astrapia splendida
    - Astrapia mayeri Stonor, 1939 - astrapia festonata
    - Astrapia stephaniae (Finsch & A.B.Meyer, 1885) - astrapia della Principessa Stefania
    - Astrapia rothschildi Förster, 1906 - astrapia degli Huon

  - genere Parotia Vieillot, 1816
    - Parotia sefilata (J.R.Forster, 1781) - paradisea dalle sei penne maggiore
    - Parotia carolae A.B.Meyer, 1894 - paradisea dalle sei penne della Regina Carola
    - Parotia berlepschi O.Kleinschmidt, 1897 - paradisea dalle sei penne di von Berlepsch
    - Parotia lawesii E.P.Ramsay, 1885 - paradisea dalle sei penne di Lawes
    - Parotia helenae De Vis, 1897 - paradisea dalle sei penne orientale
    - Parotia wahnesi Rothschild, 1906 -  - paradisea dalle sei penne di Wahnes

  - genere Pteridophora A.B.Meyer, 1894
    - Pteridophora alberti A.B.Meyer, 1894 - uccello del paradiso del re di Sassonia

  - genere Lophorina Vieillot, 1816
    - Lophorina superba (J.R.Forster, 1781) - paradisea superba

  - genere Ptiloris Swainson, 1825
    - Ptiloris paradiseus Swainson, 1825 - uccello fucile del paradiso
    - Ptiloris victoriae Gould, 1850 - uccello fucile del Victoria
    - Ptiloris magnificus (Vieillot, 1819) - uccello fucile magnifico
    - Ptiloris intercedens Sharpe, 1882 - uccello fucile orientale

  - genere Epimachus Cuvier, 1816
    - Epimachus fastuosus (Hermann, 1783) - paradisea dal becco a falce maggiore
    - Epimachus meyeri Finsch & A.B.Meyer, 1885 - paradisea dal becco a falce minore

  - genere Drepanornis
    - Drepanornis albertisi (P.L.Sclater, 1873) - paradisea dal becco a falce becconero
    - Drepanornis bruijnii Oustalet, 1879 - paradisea dal becco a falce beccochiaro

  - genere Diphyllodes
    - Diphyllodes magnificus (J.R.Forster, 1781) - paradisea magnifica
    - Diphyllodes respublica (Bonaparte, 1850) - paradisea repubblicana

  - genere Cicinnurus Vieillot, 1816
    - Cicinnurus regius (Linnaeus, 1758) - paradisea reale

  - genere Semioptera G.R.Gray, 1859
    - Semioptera wallacii G.R.Gray, 1859 - paradisea di Wallace

  - genere Seleucidis Lesson, 1834
    - Seleucidis melanoleucus (Daudin, 1800) - paradisea dalle dodici penne

  - genere Paradisaea Linnaeus, 1758
    - Paradisaea apoda Linnaeus, 1758 - paradisea maggiore
    - Paradisaea raggiana P.L.Sclater, 1873 - paradisea di Raggi
    - Paradisaea minor Shaw, 1809 - paradisea minore
    - Paradisaea decora Salvin & Godman, 1883 - paradisea di Goldie
    - Paradisaea rubra Daudin, 1800 - paradisea rossa
    - Paradisaea guilielmi Cabanis, 1888 - paradisea dell'Imperatore Guglielmo
    - Paradisaea rudolphi (Finsch & A.B.Meyer, 1885) - paradisea dell'arciduca Rodolfo

All'interno della sottofamiglia, possono essere riconosciuti vari cladi:
- un primo clade basale, comprendente la paradisea del re di Sassonia e le paradisee dalle sei penne;
- un secondo clade, comprendente la Paradisea dalle dodici penne, i falcibecchi, la paradisea di Wallace, gli uccelli fucile e la paradisea superba;
- un terzo clade, comprendente le paradisee dal becco a falce, le paradigalle e le astrapie;
- un quarto clade, comprendente le piccole paradisee magnifiche, la paradisea reale e le paradisee propriamente dette;